# MR-20
MR-20, é um foguete de sondagem de origem soviética. Desenvolvido em meados de década de 70. O MR-20, 
com 9 metros de altura, era capaz de conduzir cargas úteis de 130 kg a 250 km de altitude, era uma versão melhorada do modelo MR-12.

## Características
O MR-20, era um foguete de um estágio, movido a combustível sólido, com as seguintes características:
- Altura: 9 m
- Diâmetro: 45 cm
- Massa total: 1.600 kg
- Carga útil: 130 kg
- Apogeu: 250 km
- Estreia: 1 de janeiro de 1979
- Último: 1 de outubro de 1991
- Lançamentos: 109